# Juan Carlos Rodríguez Moreno
Juan Carlos Rodríguez Moreno (Puente Castro, 19 januari 1965) is een voormalig Spaans profvoetballer die als linker verdediger speelde.
Juan Carlos kwam uit voor Valladolid (1984-1987), Atlético Madrid (1987-1991), Barcelona (1991-1994), Valencia (1994-1995) en sloot zijn loopbaan af bij Valladolid (1995-1999). Met Atlético Madrid won hij de Copa del Rey in 1991 en met Barcelona La Liga in 1992, 1993 en 1994, de Supercopa de España in 1991 en 1992 en de Europacup I in 1992. Met Spanje won hij het Europees kampioenschap voetbal onder 21 - 1986 en in 1991 kwam hij eenmaal uit voor het Spaans voetbalelftal in een vriendschappelijke wedstrijd tegen Roemenië.